# Lorenzo Franchi
Lorenzo Franchi (Verona, 29 ottobre 1920 – Verona, 20 luglio 2004) è stato uno scrittore e giornalista italiano.

## Biografia
Primo di sette figli, fin dalla giovinezza si dedicò agli studi classici.
All'inizio della Seconda guerra mondiale, non ancora diciottenne, si arruolò volontario nell'esercito, fu assegnato al 2º Reggimento Artiglieria Celere (Voloire) e nel 1941, spedito in Libia per raccogliere i resti dell'armata del generale Rodolfo Graziani. Partecipò alla controffensiva di Rommel e i suoi Afrika Corps, in Africa Settentrionale, finendo a Tobruk e a Sollum, dove nel giugno dello stesso anno riportò gravi ferite e la perdita di un occhio.
Tornato in patria, aderì alla Repubblica Sociale di Mussolini e venne inviato nel luglio del 1944 nei dintorni di Danzica (Prussia Orientale) come lavoratore a sostegno dei tedeschi. Alcuni mesi dopo riuscì a ritornare a Verona, passando da Berlino.
A conclusione dei combattimenti venne incaricato della distribuzione degli aiuti UNRRA, e per molti anni partecipò alla ricostruzione del Paese (Piano Marshall) come impiegato della Prefettura.
Dopo la guerra ha viaggiato per tutto il mondo per approfondire i suoi studi su usi, costumi e sistemi di governo.
Ha collaborato con giornali e riviste pubblicando articoli di storia, filosofia e letteratura.
Ha compiuto, in particolare, numerosi viaggi in estremo oriente, dove ha avuto anche modo di curare lo studio della filosofia buddista e di altre filosofie esoteriche. Risultato di questi studi fu la prima traduzione italiana di due testi di base: "Filosofia buddista essenziale" e "Studio comparativo tra buddismo e cristianesimo". Come giornalista, in Italia, si è occupato a lungo della criminalità e della sua psicologia.

## Opere
- Sottobosco
- Delitto sul marciapiede
- Avventure nel Mare Tenebroso
- Bianca ed altre novelle
- Il senso della vita (Edizioni del Leone, 1996), romanzo
- Vivendi Modus (Edizioni del Leone, 1998), romanzo
- Un uomo una vita (Edizioni del Leone, 2002), ISBN 88-7314-044-0, autobiografia